# 白浜町 (千葉県)
白浜町（しらはままち）は、かつて千葉県安房郡に存在していた町。館山都市圏に属していた。
平成の大合併に伴い2006年（平成18年）3月20日に、同じ安房郡内の富浦町、富山町、三芳村、丸山町、和田町、千倉町と新設合併し、南房総市となったため消滅した。

## 地理
房総半島の最南端に位置する。温暖な気候であるが、2012年（平成24年）2月には露地栽培のキンセンカに凍結被害が発生した。水平線上には伊豆諸島が見渡せる。
当町の沿岸部は海岸段丘が続いており、南端には野島埼灯台が1869年（明治2年）に設置され、町のシンボルとなると共に、海の難所として知られる当町の沿岸を通って東京湾に入る船舶のための目印となっている。

### 合併前隣接していた自治体
- 館山市
- 安房郡：千倉町

「朝夷地区」（あさいちく）は、和田町・丸山町・千倉町・白浜町の計4町一帯の通称名である。

## 歴史
- 1889年（明治22年）4月1日 - 町村制の施行により白浜村、乙浜村が合併して朝夷郡白浜村が発足。
- 1897年（明治30年）4月1日 - 朝夷郡が安房郡に編入。
- 1933年（昭和8年）4月1日 - 町制を施行し白浜町（初代）となる。
- 1953年（昭和28年）5月6日 - 昭和天皇が町内に行幸。野島崎灯台や海女120人によるアワビ漁を視察[8]。
- 1954年（昭和29年）3月3日 - 長尾村と合併し、白浜町（2代目）を新設。
- 1994年（平成6年）9月2日 - 群馬県子持村と姉妹都市提携に調印[9]
- 1995年（平成7年）11月 - フローラルホールが完成[10][11]。
- 1997年（平成9年）4月 - 国土庁から「過疎地域」の指定を受ける[12]。
- 2006年（平成18年）3月20日 - 富浦町、富山町、千倉町、丸山町、和田町、三芳村と合併し南房総市を新設[1]。同日白浜町廃止。

## 産業

### 農業
- 花卉 - 露地栽培されるキンセンカは[13]、2002年（平成14年）に全国シェア40%で日本一の産地となっており[14]、正月用などに出荷される[15]。キンセンカは食用花として給食や[16]ケーキ作りにも使われる[17]。
- ソラマメ

### 漁業
海女の素もぐりによるアワビ・天草などの漁が著名である。
ハバノリ・ヒジキなどの漁も行われている
他にかつては捕鯨も行われており、「くじらのたれ」は素朴な郷土の味として親しまれた。

#### 白浜の海女
海女の大半が農業との兼業で現在50歳から60歳代約400人が活躍している。
5月1日から9月10日の解禁日には海に潜り、アワビ・天草などを採っている。漁具はまげ樽（醤油樽のような形で直径30cm、深さ25cmの浮樽で下部に15から20cmの錨網といわれる5mmの丸のロープをつけてある）に、すかし（獲物を入れる網袋）をつけて使用。1日の出漁時間は春には1時間から1時間30分位、夏には2時間から3時間位。潜水は体力により異なるが、大体1回1分から1分30秒ぐらいである。
しかし、アワビの漁獲量の減少が進んだことから、千葉県水産部が当地でアワビの一環養殖の研究に全国で初めて着手し、岩磯の増殖溝で波の力を利用したアワビ増殖や、千葉県がアワビやヒラメなどの稚魚・稚貝の養殖を手掛ける施設を1995年（平成7年）6月に完成させるなど養殖漁業への転換を図っている。
7月には海の安全と豊漁を祈願する「白浜海女まつり」が行われ、松明を持つ海女の夜泳、花火大会、子供たちのまつりばやし、白浜音頭の総踊りなどが行われている。その中で海女の恰好に扮して海女らしさで競う海女コンテストがあり、現役の海女だけでなく地元の女性や一般観光客も飛び入り参加できるイベントでもある。

#### 漁港
- 乙浜漁港
- 名倉漁港
- 小戸漁港
- 野島漁港
- 川下漁港
- 白浜西部漁港

### 観光
内房線、外房線の電化が完成した頃から、町内にゴルフ場、レジャーランド、老人保養施設などの開発計画が次々と浮上。土地ブローカーが町内に事務所を構え、土地を買いあさる事態となった。白浜町は1972年、町民に対して安易に土地を売らないよう有線放送や地区座談会などを通じて説得を呼び掛けを開始。急激な開発を抑止した。

## 学校

### 小学校
- 白浜町立白浜小学校
- 白浜町立長尾小学校

### 中学校
- 白浜町立白浜中学校

## 名所・旧跡・観光・祭事・催事

### 名所・旧跡
- 野島埼灯台 - 南端に[5]1869年（明治2年）に設置[6]。1998年（平成10年）2月15日に灯台資料展示室「きらりん館」が開館[46]。2000年（平成12年）11月から休館して耐震補強工事を行い[47]、2001年（平成13年）4月1日に新装開館した[48]。
- 長尾藩陣屋跡 - 2000年（平成12年）10月に発掘調査で遺構を確認[49]。
- 下立松原神社
- めがね橋 - 県文化財指定きっかけに[50]、修復を行って1994年（平成6年）4月に修復を完了し[51][52][53]合わせて周辺を整備して公園化することになった[53]。
- 杖珠院
- 白浜温泉
- 白浜音頭発祥の地公園 - 2001年（平成13年）9月29日に除幕[54]。
- 道の駅白浜野島崎 - 2005年（平成17年）8月10日に登録[55]。

### 祭事・催事
- 海女祭り - 海の安全と豊漁を祈願[34]（7月20日、21日）
- 里見まつり - 南総里見八犬伝を元に観光振興のために始められることになった祭で[56]、10月に開催[57]。
- 白浜音頭　全国大会 - 1992年（平成4年）9月26・27日に第1回が開催され[58][59][60][61]、2009年（平成21年）9月まで開催された[62]。

## 交通
- 路線バス
  - 「南房州本線」 館山駅 － 安房神戸 － 安房白浜駅（JRバス関東）
  - 「洲の崎線「フラワー号」」 館山駅 - 坂田 - 洲の崎灯台前 - 伊戸 - 南房パラダイス - 安房自然村 - フラワーパーク - 野島埼灯台 - 安房白浜駅（JRバス関東）※土曜・休日のみ運行
  - 「豊房経由白浜線」 館山駅 - 豊房 - 下神余 - 安房白浜駅（館山日東バス）
  - 「白浜 - 千倉線」 安房白浜駅 - 白間津 - 安房平磯 - 本千倉 - 千倉駅（館山日東バス）
  - 「急行バスくろしお号」 安房白浜駅 - 本千倉 - 南三原駅前 - 南三原郵便局 - 和田浦駅入口 - お花畑 - 江見駅入口 - 安房鴨川駅西口 - 鴨川シーワールド - 亀田病院（館山日東バス）
- 高速バス
  - 「房総なのはな号」 - 1999年（平成11年）10月1日に運行開始[63]。東京駅八重洲南口（降車は日本橋口） － 館山駅・千倉駅・安房白浜（JRバス関東、日東交通）
  - 「南総里見号」 千葉みなと駅・千葉中央駅・千葉駅 － 木更津羽鳥野バスストップ － 館山駅・千倉駅・白浜野島崎（京成バス、日東交通、館山日東バス）

## ゆかりの人物
- 成瀬政男 - 当町出身で歯車の研究で知られる機械工学者[64]。1998年（平成10年）9月に胸像が設置された[64]。
- 若山牧水 - 根本海岸周辺で[65]大原海岸などを訪れて[66]「初恋」と「失恋」をして[67]熱烈な恋歌を詠んでおり[68]、1991年（平成3年）4月に石碑が設置された[69]。
- 菊地幽芳 - 根本海岸周辺を舞台に代表作の「己が罪」などを書いた小説家で新聞人[70]。1991年（平成3年）4月に石碑が設置された[69]。

## 舞台となった作品
※発表年順
- 風来坊探偵 岬を渡る黒い風（1961年）- ドンドン岩でロケ